# 드레스덴 전투

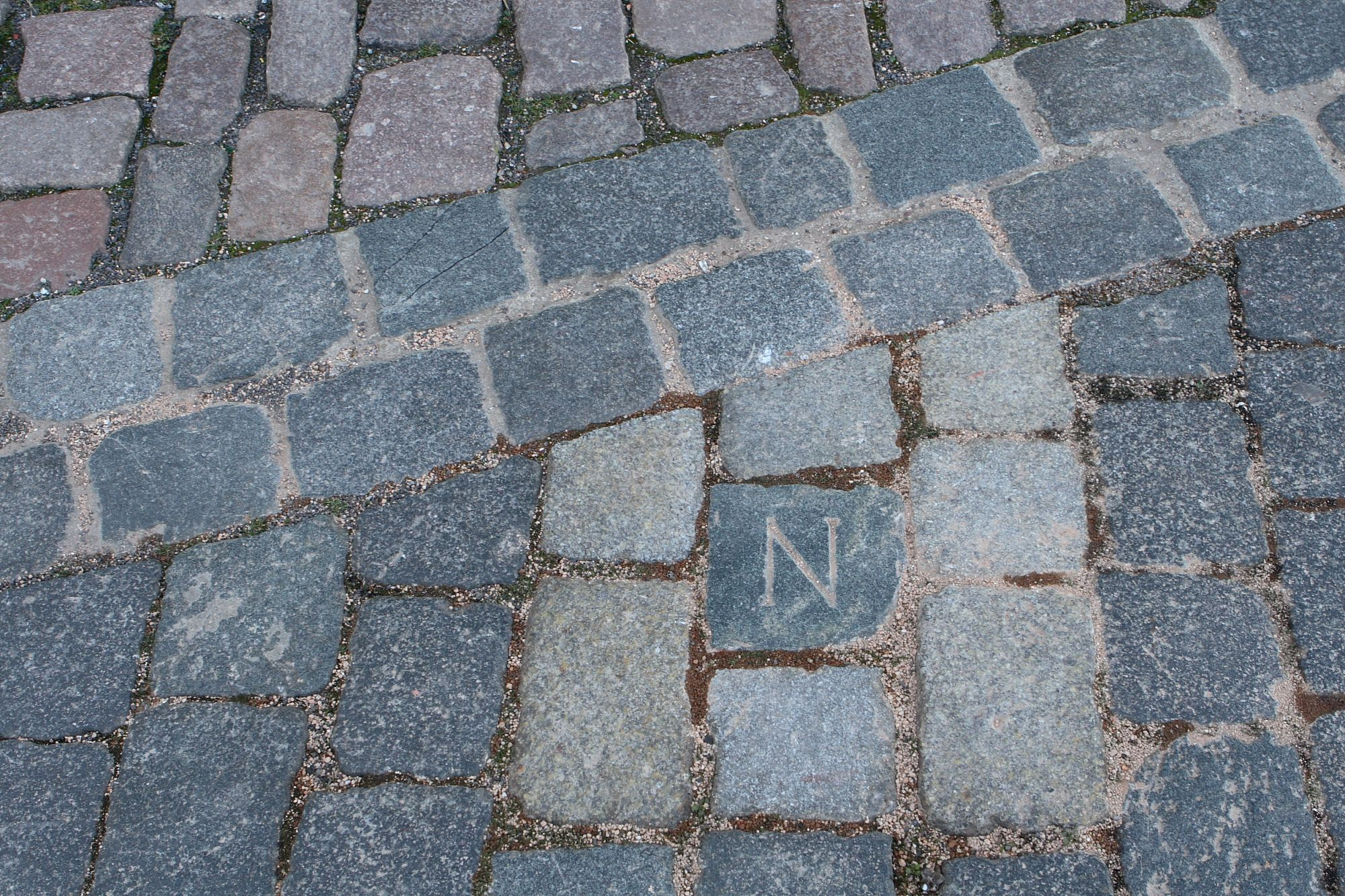
독일 드레스덴 왼쪽에 있는 나폴레옹의 상징 "N"

드레스덴 전투는 1813년 8월 26일에서 27일 동안 독일에서 벌어진 전투로 나폴레옹 휘하의 프랑스군이 야전원수 슈바르첸베르크(Schwartzenberg) 휘하의 제6차 대프랑스 동맹 소속 오스트리아, 러시아, 프로이센 연합군을 격파하였다. 그러나 나폴레옹의 승리는 이 전투의 대승에도 불구하고 완벽하지 않았다. 전투 후에 지속적인 추격이 이루어지지 않았고, 며칠 후 프랑스 군의 측면을 담당하는 부대가 포위되어 쿨름 전투에서 항복해 버렸기 때문이다.

## 서막
8월 16일 나폴레옹은 생 시르 원수(Marshal Saint-Cyr)를 보내 연합군의 움직임을 방해하고 아군의 기동을 위한 거점으로 삼고자 드레스덴을 요새화하라는 명령을 받았다. 나폴레옹은 적의 약한 부분을 공격하여 전군이 집결하기 전에 각개격파하는 계획을 세웠다. 당시 연합군의 총병력은 450,000명이었고, 이에 대항하는 나폴레옹의 병력은 300,000명이었다. 그러나 동맹군은 트라첸베르크 작전(Trachenburg Plan)에 따라 나폴레옹 본인이 지휘하는 부대와의 싸움을 피하고 휘하의 사령관이 지휘하는 부대를 선택하여 싸움을 걸고 있었다. 8월 23일 독일의 남부에서 벌어진 그로스베렌 전투(Battle of Grossbeeren)에서 스웨덴의 왕세자 카를(Crown Prince Charles of Sweden; 이전 나폴레옹 휘하의 장군이자 프랑스의 원수였던 베르나도트Bernadotte))가 자신의 옛 동료이기도 했던 우디노 원수(Marshal Oudinot)를 격파하였다. 8월 26일 프로이센 원수 블뤼허가 카츠바흐 전투에서 마크도날 원수를 물리쳤다.

## 전투
카츠바흐 전투가 벌어진 날과 같은 날, 슈바르첸베르크 원수는 200,000명에 달하는 보헤미아의 오스트리아군이 이끌고, 오스트리아 황제, 러시아 차르, 프로이센 왕과 함께 생 시르 원수를 공격하였다. 그러나 나폴레옹은 생 시르 원수를 구원하기 위해 지원병을 이끌고 누구도 예상하지 못하게 재빨리 진군하였다. 수적으로 2대 1의 상황이었음에도 나폴레옹은 다음날이 8월 27일 전군에 공격 명령을 내렸고, 동맹군의 좌측을 공략하여 아주 인상적인 전술적 승리를 거두었다. 그러나 갑자기 나폴레옹은 갑작스럽게 찾아온 위경련으로 인해 전장을 떠나야 했고, 프랑스군은 슈바르첸베르크가 포위망의 좁은 구멍을 통해 퇴각하도록 허용해 버려 승기를 얻어 연합군을 궤멸시키는 데 실패하였다. 연합군은 38,000명의 병력과 40문의 포를 잃었고 프랑스군은 약 10,000명의 피해를 입었다. 나폴레옹 휘하의 장교 중 한명은 나폴레옹이 "전투 중에 계속 밖에서 지휘를 하느라 차가운 비를 맞았고, 이로 인해 담에 문제가 생겼다."라고 기록하였다.

## 영향
방담 장군은 나폴레옹이 전장에서 이탈해 버린 상황에서도 생 시르 나 다른 원수들의 지원 없이 능동적으로 행동하여 슈바르첸베르크를 추격하였다. 그로서는 이것이 황제가 원하는 일이라고 생각했기 때문이다. 그리고 이로 인해 쿨름 전투가 벌어지게 된다.